# Johanna av Penthièvre

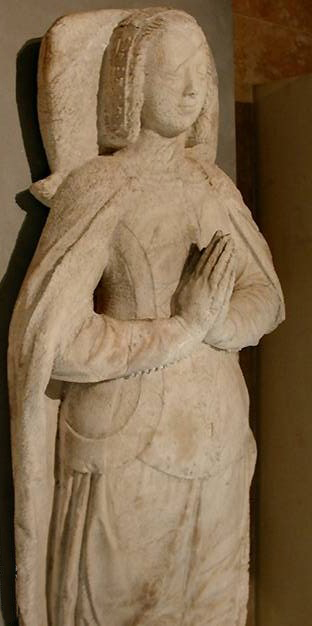
Johanna av Penthièvre

Johanna av Penthièvre eller Johanna den lama (franska Jeanne de Penthièvre, Jeanne la Boiteuse) född 1319, död 10 september 1384, var regerande hertiginna av Bretagne 1341-1364, och regerande grevinna av Penthièvre 1331-1384, tillsammans med sin make, greve Karl av Blois. 
Hon var en av huvudpersonerna under det bretonska tronföljdskriget (1341-1365), som stod mellan Johanna och hennes make Karl av Blois å ena sidan och huset Montfort å den andra. 

## Biografi

### Tidigt liv
Johanna var dotter till Guy av Bretagne, greve av Penthièvre (1287–1331), och Jeanne d'Avaugour. Som dotter till den barnlöse hertig Johan III:s äldste bror, var hon Bretagnes tronarvinge. 
År 1331 blev hon vid tolv års ålder grevinna av Penthièvre efter sin far, och 1337 gifte hon sig i Paris med greve Karl av Blois, som blev hennes medregent. 

### Hertiginna av Bretagne
Vid sin farbror Johan III:s död 1341 ärvde hon tronen i Bretagne och tog kontrollen över regeringen som hertiginna av Bretagne med stöd av större delen av statens adel och administration. Hon lät också utnämna maken till medregent jure uxoris. 
Hennes rättigheter ifrågasattes dock av hennes farbror, Johan av Dreux, hertig av Montfort: han var en yngre halvbror till Johan III, medan hennes far hade varit en äldre helbror, och hans rättigheter var därför svagare. Trots detta lät Johan av Montfort utropa sig till hertig av Bretagne med namnet Johan IV, något som utlöste det bretonska tronföljdskriget. 
Vid Johan IV:s död 1345 fortsattes kriget under ledning av hans änka, Johanna av Flandern, som utropade sin son till Johan V. Johanna av Flandern lämnade så småningom Bretagne och flydde till England, där hon blev psykiskt sjuk och överlämnade sin son i det engelska hovets vård. 
År 1347 kontrollerade Johanna av Penthièvre och hennes man större delen av Bretagne. Samma år blev dock Karl av Blois tillfångatagen av engelsmännen och hölls fången i nio år, innan han 1356 frigavs i utbyte mot lösen.

### Senare liv
Johannas make Karl dog i slaget vid Auray 1364 och detta fastställde Montforts seger i kriget. Den 12 april 1365 undertecknade Johanna det första traktatet i Guérande. Genom avtalet uppgav Johanna sin rätt till Bretagne till förmån för Johan V, men fick behålla titeln hertiginna av Bretagne på livstid. 
År 1379, då Johan V befann sig i exil i England, stödde hon hans återkomst när Karl V av Frankrike försökte erövra Bretagne. I det andra traktatet i Guérande 15 januari 1381 mottog hon ett underhåll och arvsrättigheter till Bretagnes tron om Johan V avled barnlös.